# Bobotie
Il Bobotie, anche pronunciato bobotjie, è un piatto sudafricano a base di carne macinata speziata con una copertura a base di uova.

## Storia
Si pensa che questa pietanza debba la sua origine al bobotok, piatto indonesiano a base di carne e crema, preparato in una pentola d’acqua nella quale si aggiungono le uova. Probabilmente furono i colonizzatori della Compagnia olandese delle Indie orientali a importare il Bobotie da Batavia nel Sud Africa, e infatti la prima ricetta del Bobotie appare in un libro di ricette olandesi del 1609. Più tardi viene importato in Sudafrica e viene accolto dalla comunità dei Cape Malay.
Il Bobotie è conosciuto a Capo di Buona Speranza dal XVII secolo e veniva realizzato con un impasto di carne di maiale e di montone. Oggi è più comune trovarlo cucinato con carne di manzo o di pecora, sebbene la carne di maiale lo renda più asciutto. Il Bobotie viene anche preparato con il curry, che gli conferisce il suo sapore intenso, venendo spesso servito con la salsa sambal. Antiche ricette prevedevano l'aggiunta di zenzero, maggiorana e limone, ma tutti questi ingredienti sono stati sostituiti dal curry, che ha semplificato la ricetta senza troppo variare il risultato. Alcune ricette consigliano di aggiungere la cipolla durante la cottura.
Tradizionalmente veniva aggiunta la frutta secca, come l'uvetta passa o l'uva sultanina, e spesso viene servito con una guarnizione di noci, chutney e banane. Sebbene non sia un piatto particolarmente speziato, il Bobotie prevede l'aggiunta di ingredienti che rendono il suo sapore corposo e ricco. Per esempio, il sapore della frutta secca contrasta l'aroma del curry. Anche nella presentazione il bobotie è un piatto complesso: lo strato superiore, fatto di uova, controbilancia il pane al latte che lascia il piatto meno asciutto.

## Diffusione in altre zone
La ricetta del Bobotie si è diffusa in tutta l'Africa grazie ai colonizzatori del Sudafrica. Oggi si possono trovare altre nuove ricette nate tra i coloni bianchi in Kenya, Botswana, Zimbabwe e Zambia. Una variante della ricetta molto popolare nacque tra i 7000 coloni Boeri situati presso il fiume Chubut in Argentina all'inizio del XX secolo: la ricetta consisteva nel servire il bobotie dentro una zucca per poi cuocerla fino a che diventa morbida. Una pietanza simile al bobotie è il piatto scozzese haggis.